# Reloj de trinchera

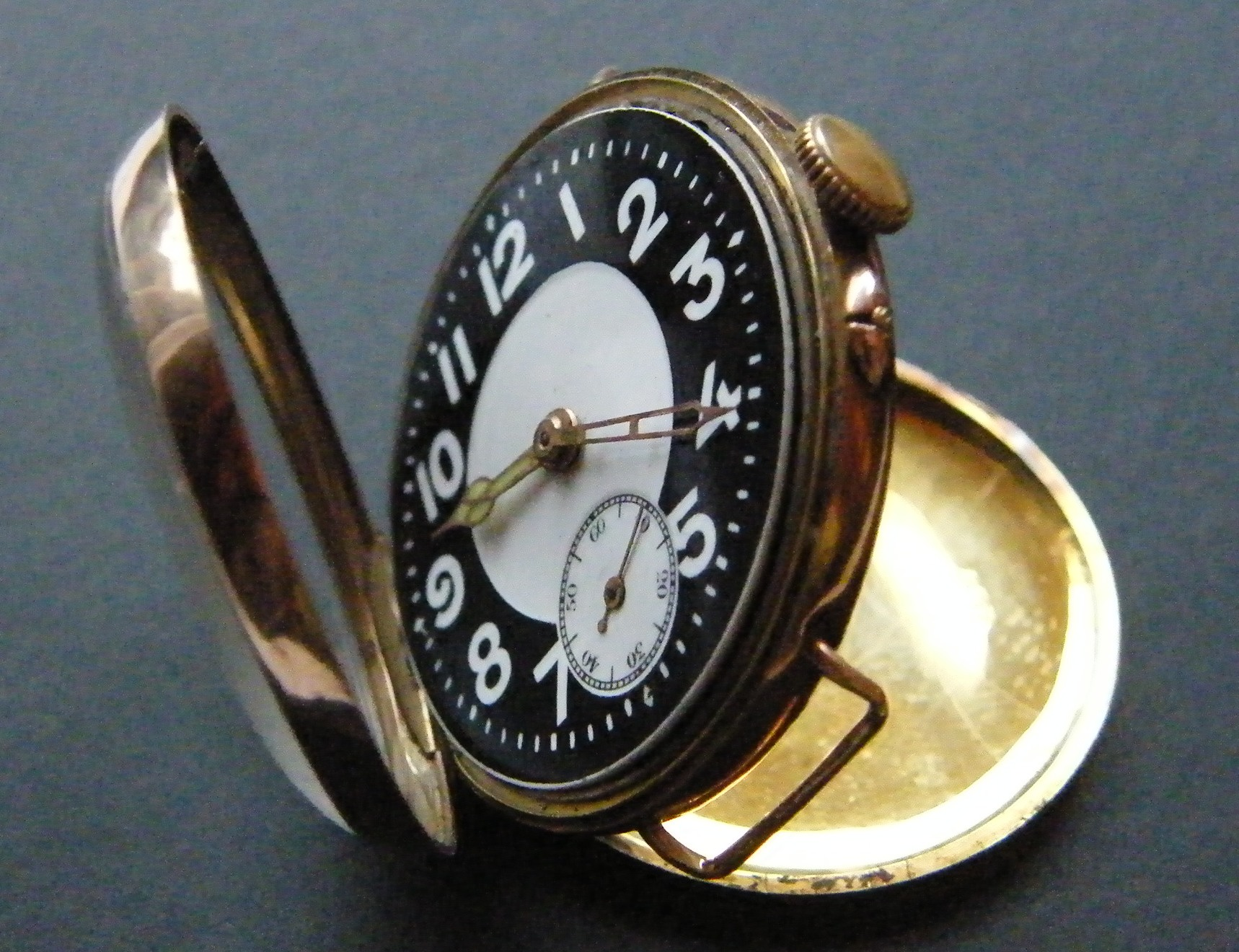
Reloj de trinchera de oro (1916)

El reloj de trinchera es un tipo de reloj de pulsera que se empezó a utilizar en el ejército durante la Primera Guerra Mundial, ya que los relojes de bolsillo por entonces habituales no eran prácticos en combate. Era un diseño de transición entre los relojes de bolsillo y los relojes de pulsera, que incorporaba características de ambos.

## Características
De los relojes de bolsillo, los relojes de trinchera heredaron las tapas delantera y trasera con bisagras. Las asas para pasar la correa se asemejaban a un alambre grueso que se unía a la forma redonda clásica de los relojes de bolsillo, en lugar de una parte integrada de la caja de los relojes de pulsera posteriores y modernos.

## Antecedentes

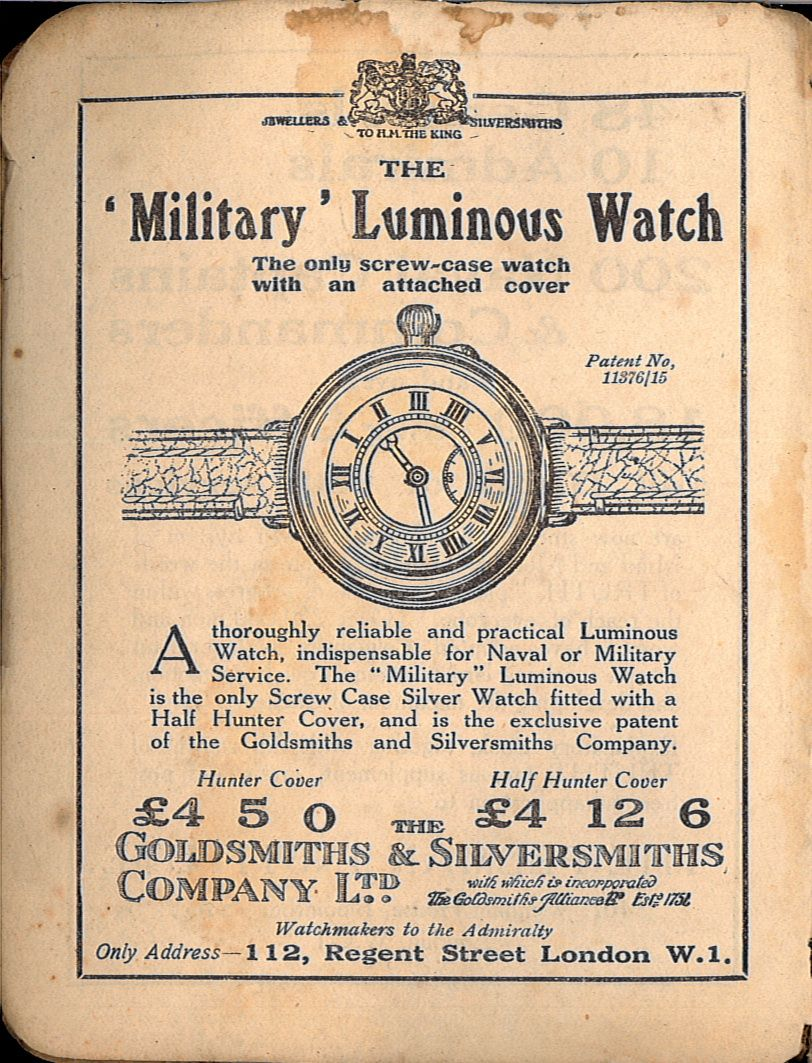
Anuncio de un reloj militar luminiscente (1918)

No se conoce con certeza cuál fue el primer reloj que alguien adaptó para llevarlo en la muñeca. La primera serie de relojes de pulsera para hombre fabricados especialmente fue producida por Girard-Perregaux en 1880 para la marina alemana. Durante la Primera Guerra Mundial, numerosas empresas, como Omega, Longines o Elgin, produjeron relojes de pulsera para el ejército. Rolex también produjo relojes de trinchera. Todos estos relojes eran de un estilo prácticamente idéntico, con una esfera esmaltada, números blancos anchos y una manecilla de hora luminiscente marcada con pintura de radio. A menudo no llevaban el nombre del fabricante, aunque el movimiento, diseñado originalmente en la década de 1890 para relojes colgantes de señora, estaba marcado como "Swiss".